# Yelten, Kadışehri
Yelten là một xã thuộc huyện Kadışehri, tỉnh Yozgat, Thổ Nhĩ Kỳ. Dân số thời điểm năm 2010 là 321 người.